# Erbes-Büdesheim
Erbes-Büdesheim est une municipalité allemande située dans le land de Rhénanie-Palatinat et l'arrondissement d'Alzey-Worms.

## Liens externes

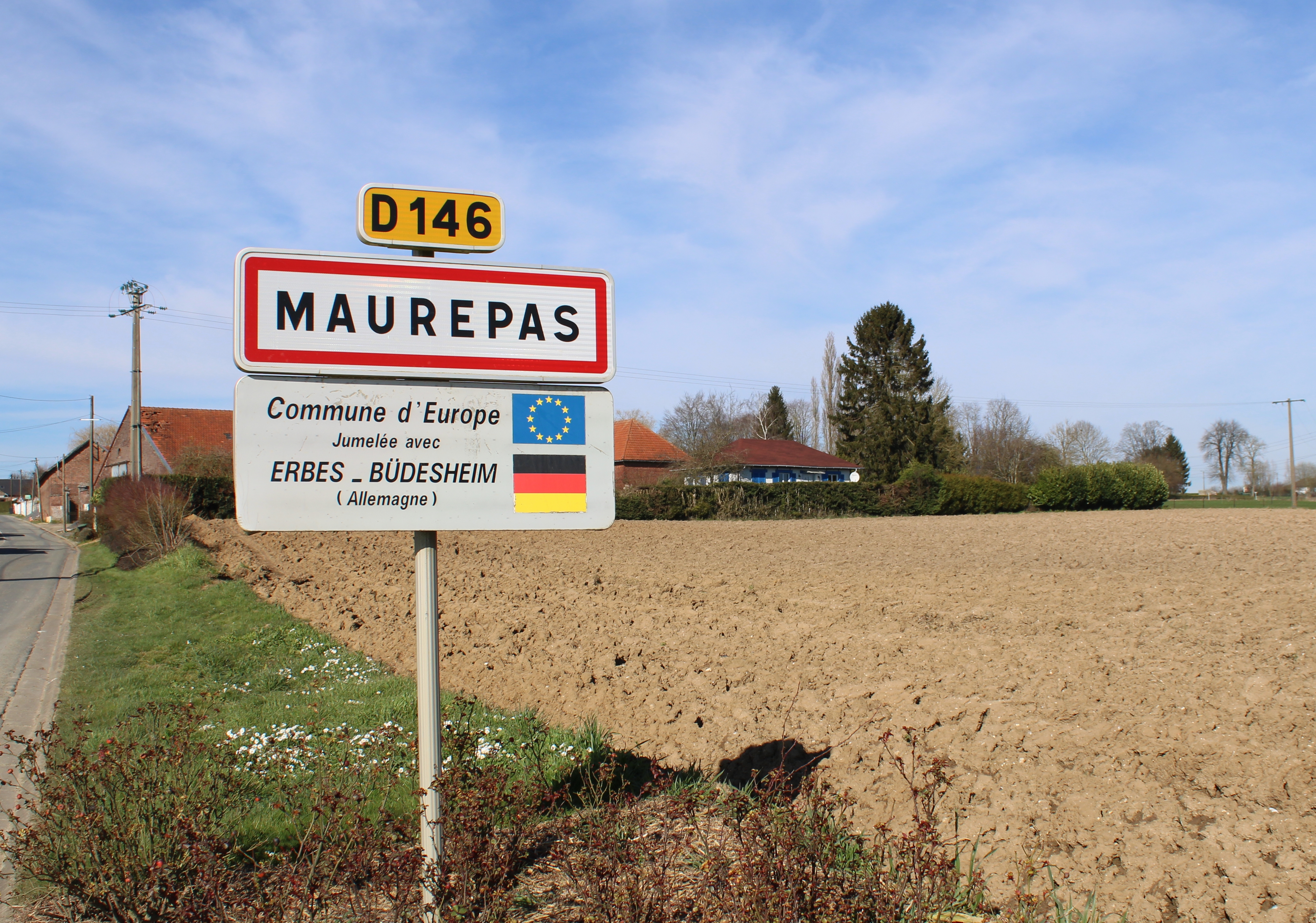
Maurepas (Somme France), village entièrement détruit lors de la bataille de la Somme, est jumelé avec Erbes-Büdesheim.